# Arbeitsgericht Dortmund
Das Arbeitsgericht Dortmund, ein Gericht der Arbeitsgerichtsbarkeit, ist eines von dreißig Arbeitsgerichten Nordrhein-Westfalens. Bei ihm sind zehn Kammern gebildet.

## Gerichtssitz und -bezirk
Das Gericht hat seinen Sitz in Dortmund. Der rund 352 km² große Gerichtsbezirk erstreckt sich auf die kreisfreie Stadt  Dortmund und den Kreis Unna.

## Gebäude
Das Gericht hat seinen Sitz im Landesbehördenhaus Ruhrallee 1-3.

## Übergeordnete Gerichte
Dem Arbeitsgericht Dortmund ist das Landesarbeitsgericht Hamm und im weiteren Rechtszug das Bundesarbeitsgericht übergeordnet.

## Geschichte
Gemäß Arbeitsgerichtsgesetz vom 23. Dezember 1926 wurden in Deutschland Arbeitsgerichte gebildet. Diese waren nur in der ersten Instanz organisatorisch selbstständige Gerichte, die Landesarbeitsgerichte waren den Landgerichten zugeordnet. Am Landgericht Dortmund entstand so 1927 das Landesarbeitsgericht Dortmund als eines von fünf Landesarbeitsgerichten im Bezirk des Oberlandesgerichtes Hamm. In Dortmund entstand das Arbeitsgericht Dortmund. Sein Sprengel umfasste die Bezirke der Amtsgerichte Castrop-Rauxel, Dortmund, Hörde und Lünen sowie die Gemeinden Wickede, Hengsen, Holzwickede und Opherdicke. Es bestand jeweils eine Kammer für Arbeiter, für Angestellte und für Handwerk.
Nach der Besetzung Deutschlands durch die Alliierten wurden 1945 zunächst alle Gerichte geschlossen. Die ordentlichen Gerichte wurden schon bald wieder eröffnet, während die Arbeitsgerichte zunächst nicht wieder eingerichtet wurden, so dass arbeitsgerichtliche Streitigkeiten von den ordentlichen Gerichten erledigt werden mussten. Gemäß Kontrollratsgesetz 21 vom 30. März 1946 sollten in Deutschland Arbeitsgerichte aufgebaut werden. Das Arbeitsgericht Dortmund entstand so neu.